# My Cosmos Is Mine
My Cosmos Is Mine è un singolo del gruppo musicale britannico Depeche Mode, pubblicato il 9 marzo 2023 come secondo estratto dal quindicesimo album in studio Memento mori.

## Descrizione
Con i suoi oltre cinque minuti di durata My Cosmos Is Mine rappresenta il brano più lungo dell'album e presenta sonorità lente e statiche volte a richiamare uno stile industrial, con un cantato di Dave Gahan che segue la linea di basso.

## Tracce
Testi e musiche di Martin L. Gore, eccetto dove indicato.
Download digitale
1. My Cosmos Is Mine – 5:16

Download digitale – remix
1. My Cosmos Is Mine (Anna Remix) – 8:01

12" – My Cosmos Is Mine/Speak to Me Remixes
- Lato A

1. My Cosmos Is Mine (Anna Remix) – 8:01

- Lato B

1. Speak to Me (HI-LO Extended Remix) – 5:55 (Dave Gahan, Christian Eigner, James Ford, Marta Salogni)

## Formazione
Hanno partecipato alle registrazioni, secondo le note di copertina di Memento mori:
Gruppo
- Dave Gahan – voce principale
- Martin Gore – strumentazione, voce

Altri musicisti
- Marta Salogni – programmazione aggiuntiva
- James Ford – sintetizzatore, programmazione, pianoforte, chitarra, basso e pedal steel guitar aggiuntivi, batteria, percussioni
- Davide Rossi – arrangiamento strumenti ad arco, violino, violoncello
- Luanne Homzy – violino
- Desiree Hazley – violino

Produzione
- James Ford – produzione
- Marta Salogni – ingegneria del suono, missaggio
- Gregg White – assistenza tecnica (Shangri-La)
- Adrian Hierholzer – registrazione aggiuntiva della voce (Blanco Studio)
- Francine Perry – assistenza al missaggio
- Grace Banks – assistenza al missaggio
- Matt Colton – mastering

## Date di pubblicazione
| Paese | Data di pubblicazione | Formato                              | Note  |
| ----- | --------------------- | ------------------------------------ | ----- |
| Mondo | 9 marzo 2023          | Download digitale, streaming         | [ 4 ] |
| Mondo | 16 giugno 2023        | Download digitale, streaming (Remix) | [ 5 ] |
| Mondo | 19 gennaio 2024       | 12"                                  | [ 6 ] |